# Gewone grasuil
De gewone grasuil (Luperina testacea) is een nachtvlinder uit de familie Noctuidae, de uilen. De voorvleugellengte bedraagt tussen de 14 en 18 millimeter. Het uiterlijk van de imago is tamelijk variabel. Als imago neemt het dier geen voedsel meer op. De soort komt voor in heel Europa. De soort overwintert als rups.

## Waardplanten
De gewone grasuil heeft diverse planten uit de grassenfamilie en ook granen als waardplanten.

## Voorkomen in Nederland en België
De gewone grasuil is in Nederland en België een gewone vlinder, die verspreid over het hele gebied kan worden gezien. De vlinder kent één generatie die vliegt van halverwege juli tot begin oktober.